# Деменков, Валентин Романович
Валентин Романович Деменков (15 октября 1938, Могилёв) — советский и украинский учёный в области оториноларингологии, доктор медицинских наук (1987), профессор (1990). Заслуженный деятель науки и техники Украины (2004).

## Биография
Окончил Смоленский государственный медицинский институт (1966). С 1975 ассистент кафедры оториноларингологии Ворошиловградского медицинского института.
В 1978—1982 — находился в загранкомандировке в Афганистане для работы в центральном военном госпитале Кабула советником главного оториноларинголога Афганской армии.
В 1987—2000 и с 2014 — зав. объединённой кафедрой оториноларингологии и офтальмологии Луганского медицинского университета.
Автор 217 научных работ, 5 монографий, в том числе 2 за рубежом. Автор 3 изобретений.

## Научные работы
- «Неотложная помощь при заболеваниях, травмах и ранениях уха, горла, носа». Кабул, 1980 (соавтор.);
- «Огнестрельные ранения и травмы уха, горла, носа». Кабул, 1981;
- «Огнестрельные ранения ЛОР-органов и шеи». Лг., 1998;
- «Огнестрельные ранения лица, ЛОР-органов и шеи»: Руководство для врачей. Москва, 2001 (соавт.);
- «Травмы и огнестрельные ранения ЛОР-органов и шеи». Лг., 2006.